# Cantó de Saint-Fulgent
El cantó de Saint-Fulgent és un cantó francès del departament de la Vendée, situat al districte de La Roche-sur-Yon. Té 8 municipis i el cap es Saint-Fulgent.

## Municipis
- Bazoges-en-Paillers
- Les Brouzils
- Chauché
- Chavagnes-en-Paillers
- La Copechagnière
- La Rabatelière
- Saint-André-Goule-d'Oie
- Saint-Fulgent

## Història
| Data d'elecció                           | Identitat                       | Partit                     | Qualitat |
| ---------------------------------------- | ------------------------------- | -------------------------- | -------- |
| 1945-1992                                | Gilbert de Guerry de Beauregard | RPL, després divers droite |          |
| 1992-1998                                | Marie-Thérèse Algudo            | UDF-CDS                    |          |
| 1998-2004                                | Claude Coutaud                  | Divers gauche              |          |
| 2004-                                    | Wilfrid Montassier              | MPF, després divers gauche |          |
| les dades anteriors no són pas conegudes |                                 |                            |          |
|                                          |                                 |                            |          |

| A partir de 1990: Població sense dobles comptes |